# Ząbrsko Dolne
Ząbrsko Dolne (kaszb. Zãbrskò) – osada w Polsce położona w województwie pomorskim, w powiecie gdańskim, w gminie Przywidz. 
Wieś jest częścią składową sołectwa Marszewo.
W latach 1975–1998 miejscowość administracyjnie należała do województwa gdańskiego.